# Olga Ahtinen
Olga Adela Ahtinen (Kokkola, 15 agosto 1997) è una calciatrice finlandese, centrocampista del Tottenham e della nazionale finlandese.

## Carriera
Il 16 agosto 2023, Ahtinen passa a titolo definitivo al Tottenham, nella Women's Super League inglese, con cui firma un contratto biennale.

## Palmarès

### Club
- Campionato danese: 1

Brøndby: 2018-2019
- Coppa di Danimarca: 1

Brøndby: 2017-2018